# Medalha Eddington
A Medalha Eddington, nomeada em memória de Arthur Eddington, é concedida pela Royal Astronomical Society para trabalhos investigativos em astrofísica teórica.

## Agraciados
- 1953 - Georges Lemaître[1]
- 1955 - Hendrik Christoffel van de Hulst[2]
- 1958 - Horace Welcome Babcock[3]
- 1959 - James Stanley Hey[4]
- 1960 - Robert d'Escourt Atkinson[5]
- 1961 - Hans Bethe[6]
- 1962 - André Lallemand[7]
- 1963 - Allan Rex Sandage, Martin Schwarzschild[8]
- 1964 - Herbert Friedman, Richard Tousey[9]
- 1965 - Robert Pound, Glen Rebka[10]
- 1966 - Rupert Wildt[11]
- 1967 - Robert Frederick Christy[12]
- 1968 - Robert Hanbury Brown, Richard Twiss[13]
- 1969 - Antony Hewish[14]
- 1970 - Chushiro Hayashi[15]
- 1971 - Desmond King-Hele[16]
- 1972 - Paul Ledoux[17]
- 1975 - Stephen Hawking, Roger Penrose[18]
- 1978 - William Alfred Fowler[19]
- 1981 - James Peebles[20]
- 1984 - Donald Lynden-Bell[21]
- 1987 - Bohdan Paczyński[22]
- 1990 - Icko Iben[23]
- 1993 - Leon Mestel[24]
- 1996 - Alan Guth[25]
- 1999 - Roger Blandford
- 2002 - Douglas Gough
- 2005 - Rudolf Kippenhahn[26]
- 2007 - Igor Novikov[27]
- 2009 - James Pringle[28]
- 2011 - Gilles Chabrier
- 2013 - James Binney[29]
- 2014 - Andrew Robert King
- 2015 - Rashid Sunyaev
- 2016 - Tony Bell[30]
- 2017 Cathie Clarke
- 2018 Claudia Maraston
- 2019 Bernard Schutz
- 2020 Steven Balbus[31]
- 2021 Hiranya Peiris[32]